# Lucien Galan
Lucien Eugène Galan, né le 9 décembre 1921 au hameau de la Moissétie à Golinhac dans le diocèse de Rodez et mort assassiné le 12 mai 1968 près de Paksé au Laos, est un prêtre missionnaire français, membre de la Société des missions étrangères de Paris considéré comme martyr et bienheureux par l'Église catholique.

## Biographie
Lucien Galan naît dans une famille d'agriculteurs. Il poursuit ses études secondaires au collège de l'Immaculée-Conception d'Espalion. Il entre en 1942 au grand séminaire de Rodez, puis poursuit ses études en 1946 au séminaire de la rue du Bac des missions étrangères de Paris, où il est ordonné prêtre le 29 juin 1948 à l'âge de 26 ans. Il est nommé pour la mission de Xichang en Chine, dans le Sichuan, où il part en décembre 1948 et après des étapes à cheval arrive le 31 mars 1949. Mais le pays est déchiré par les guerres révolutionnaires. En mars 1950, les communistes, qui ont pris le pouvoir l'année précédente, s'emparent aussi de cette immense région reculée. Les chrétiens sont d'abord socialement persécutés et le culte étroitement surveillé dans un premier temps. En novembre 1950, alors qu'il revient d'une tournée discrète chez des villageois chrétiens isolés, il est arrêté par les autorités locales. Il est jeté en prison, subit des interrogatoires pendant de longs jours, avant d'être mis en résidence surveillée à Hweili (où il assure un travail au dispensaire avec un autre prêtre des Missions étrangères), puis expulsé de Chine Il arrive à Hong Kong (alors colonie britannique) en janvier 1952. Il se fait soigner au sanatorium des Missions étrangères.
Lucien Galan est affecté quelques mois plus tard au Laos qui gagne son indépendance en 1953. Il est envoyé à la mission de Nason, tout près de Paksé. À la fin de l'année 1953, il rejoint les populations montagnardes Kha qui vivent dans le haut plateau des Bolovens. Il construit une mission au sein de ce peuple méprisé en 1956, d'où il rayonne dans les hameaux isolés. Il s'appuie sur des catéchistes et des convertis. Régulièrement, il se rend aussi à Paksé pour évangéliser les Chinois installés parfois depuis plusieurs générations. Cependant la rébellion communiste appuyée par le Viet Minh installe son emprise dans les montagnes.
En février 1960, il prend la relève du bienheureux René Dubroux assassiné par des factions laotiennes, alors qu'éclate le coup d'État de 1960. En 1962, il est affecté à Nong Khen, près de la zone contrôlée par le Pathet Lao, puis s'installe en 1964-1965 dans une mission de 647 baptisés à Nong Sim, à la limite des territoires rebelles. 
En juin 1967, le vicariat apostolique de Paksé est érigé avec le Basque Mgr Jean Urkia à sa tête. Le 11 mai 1968, Lucien Galan part visiter les villages de Nong Mot et Nong Lou à quelques kilomètres de Paksé, en remplacement d'un confrère pour y célébrer la messe et assurer le catéchisme. Le lendemain, dimanche 12 mai, il repart et il est à une quinzaine de kilomètres de Paksé, lorsqu'il tombe dans une embuscade et sa voiture est mitraillée. Il est accompagné de deux élèves catéchistes: Thomas Khampheuane Inthirath, d'ethnie bolovên âgé de seize ans, qui est tué sur le coup, et un autre catéchiste qui est grièvement blessé et laissé pour mort. Le Père Galan est achevé à coups de poignard. Un convoi militaire est organisé pour récupérer les corps. Les funérailles de Lucien Galan ont lieu le mercredi 15 mai, à 7 heures 30, à la petite cathédrale de Paksé, célébrées par Mgr Étienne Loosdregt, avec le Père Chevroulet O.M.I., et quatre missionnaires de Thakhek, des autorités civiles et militaires de la Province et de nombreux représentants de la population locale.

## Béatification
Le souvenir du dévouement du Père Galan, assassiné in odium fidei, est resté constant dans la région, malgré la mainmise du pouvoir sur les esprits. Son procès en béatification a été ouvert en 2008 et la cérémonie de béatification du Père Galan et de seize autres martyrs du Laos (dont son catéchiste Thomas), tués entre 1954 et 1970, se déroule le 11 décembre 2016 en la cathédrale de Vientiane. Le pape François y a délégué le cardinal Quevedo OMI. La cérémonie est célébrée en présence de tout le clergé du pays (quatre évêques et vingt-et-un prêtres) et un certain nombre d'évêques et prêtres étrangers, des supérieurs des OMI et des Missions étrangères de Paris (onze des dix-sept martyrs faisant partie de ces congrégations), ainsi que de six mille fidèles et des membres survivants des familles des martyrs.